# AA 폰치 프레타
AA 폰치 프레타(포르투갈어: Associação Atlética Ponte Preta)은 상파울루주 캄피나스를 연고로 하는 축구 클럽이다. 폰치 프레타의 뜻은 포르투갈어로, "검은 다리"라는 뜻이다. 이 클럽은 마카카(Macaca, 암컷 원숭이)라는 별칭으로 불리기도 한다. 폰치 프레타는 1900년 8월 11일에 창단되었으며, 이는 브라질에서 두번째로 오래된 축구단이다. 가장 오래된 구단은 SC 히우그란지이다.
폰치 프레타의 서포터는 "폰치프레타누스"라 불린다. 또한 폰치 프레타는 같은 연고지를 공유하는 구아라니 FC와 라이벌 관계를 가지고 있다.

## 역사
폰치 프레타는 1900년 8월 11일 콜레지우 쿨투 아 시엔시아라는 학교의 학생들인 미게우 두 카르무, 루이스 가리바우지 부르기, 안토니우 지 올리베이라에 의해 창단되었다. 학교 근처에 검은색으로 칠해진 목재 철도교가 있었기에, 구단명을 "폰치 프레타"(포르투갈어로 검은 다리라는 뜻)로 지었다. 폰치 프레타의 초대 수장은 페드루 비에이라 다 시우바였다.
폰치 프레타는 FIFA에 의하면, 미주(美州) 역사상 최초로 흑인 선수를 받아들인 구단이며, 이는 창단 연도인 1900년 때부터 받아들여졌다. 또한 이 구단은 브라질 전국 대회에 참가한 최초의 시골 구단이다.
2013년 11월 27일 코파 수다메리카나 준결승전에서 상파울루 FC를 꺾고 결승전에 진출하였다. 이는 구단 역사상 최초로 대륙 대회 결승전 진출이며, 구단의 역사적인 순간이었다.
펠레의 축구 인생 마지막 경기 상대가 바로 폰치 프레타였으며, 빌라 베우미루에서 펼쳐졌다.

## 선수 명단

### 현역
참고: FIFA 자격 규정에 따라 소속된 국가대표팀 국기를 표시합니다. 선수는 복수의 FIFA 비회원국 국적을 가지고 있을 수 있습니다.
| 번호 | 포지션 | 국적     | 이름          |
| ---- | ------ | -------- | ------------- |
| 23   | DF     | 볼리비아 | 루이스 하퀸   |
| 33   | DF     |          | 가브리엘 리소 |

| 번호 | 포지션 | 국적 | 이름 |
| ---- | ------ | ---- | ---- |

## 역대 감독
| 감독                  | 임기        |
| --------------------- | ----------- |
| 네우시뉴 바프치스타   | 1985        |
| 네우시뉴 바프치스타   | 1987        |
| 반데를레이 루솀부르구 | 1992 ~ 1993 |
| 네우시뉴 바프치스타   | 2000 ~ 2001 |
| 네우시뉴 바프치스타   | 2007        |
| 조르지뉴              | 2013        |
| 조르지뉴              | 2019        |
| 네우시뉴 바프치스타   | 2024        |